# William Arnes motorcirkus

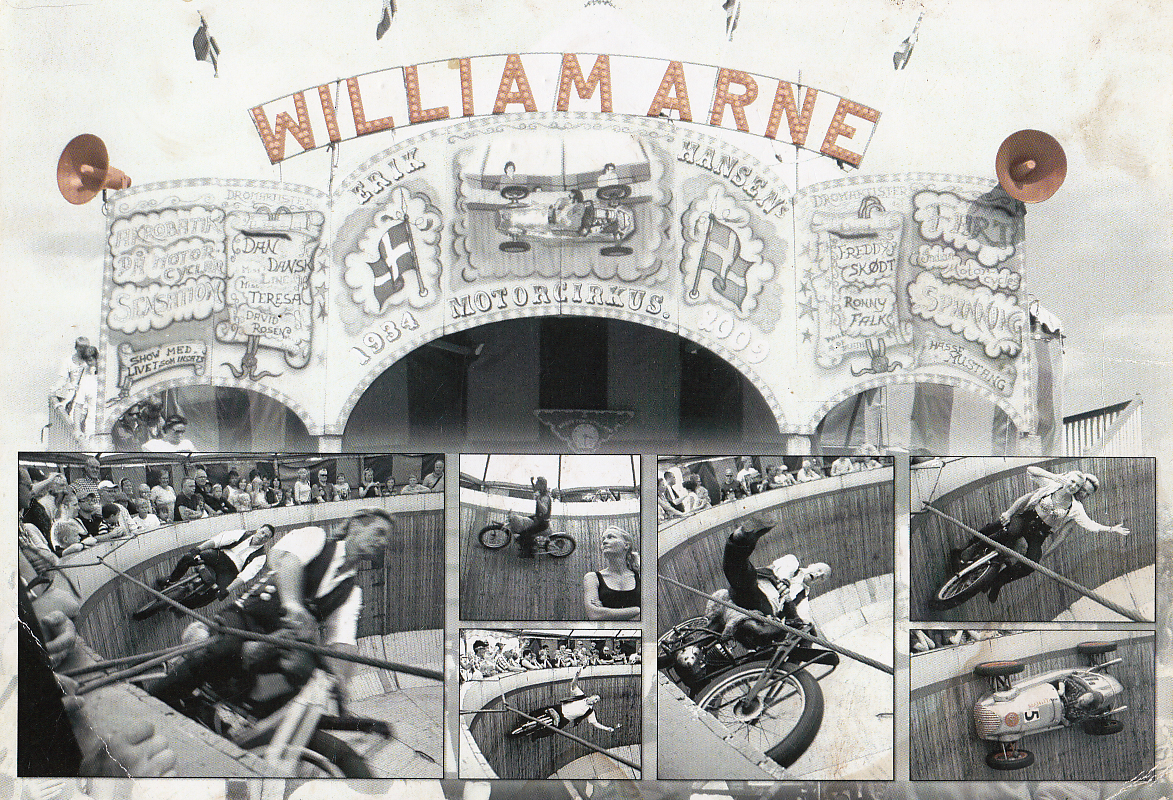
Reklamkort / Vykort för Erik Hansen's Motorcirkus.

William Arnes motorcirkus startades 1934 av Arne Nilsson med artistnamnet William Arne. Före andra världskriget fanns det ett trettiotal motorcirkusar i Sverige, men ”dödsryttaren” William Arne (1913–2006) var under många år den främste företrädaren för denna speciella cirkuskonst. På en motorcykel eller i en liten bil körde han med centrifugalkraftens hjälp på innerväggen av en stor träcylinder. Storhetstiden var 1930–1950-talen men William Arnes motorcirkus lever vidare ännu, om än med andra aktörer i velodromen.

## William Arnes uppväxt och karriär som ”dödsryttare”
William Arne Nilsson föddes den 27 juni 1913 i Loshult i Kristianstads län. Han växte upp i cirkus- och tivolimiljö. Familjens bostad fanns i Malmö, men man turnerade runt i Sverige med den cirkus som pappa Nils ”Caspar” Nilsson drev fram till början av 1920-talet, först under namnet Cirkus Continental och sedan Cirkus Barum. Mamma Astrid var voltigeryttarinna och trapetsartist. Därefter reste familjen med olika tivolin i Sverige. Det var på ett sådant kringresande tivoli som Arne Nilsson kom i kontakt med motorcirkus, alltså en cylindrisk velodrom där en dödsföraktande artist körde motorcykel eller bil på innerväggen. 1932 debuterade han själv som ”dödsryttare” i Bröderna Stefansens tivoli under artistnamnet William Arne.
1934 startade han eget, William Arnes Motorcirkus, och började turnera runt i Sverige. Velodromen han använde var byggd av trä, en sex meter hög tunna. Hela motorcirkusen vägde 16 ton och tog fem timmar att bygga upp. Utanpå trätunnan reste man ett tält för att det säkert skulle vara absolut torrt där man körde. Publiken, som kunde uppgå till trehundra personer, satt ovanför cylindern och tittade ner i den. Först körde William Arne bara motorcykel, en Indian Scout från 1926, men efter ett par år även en liten bil, en Austin 7. De första säsongerna var han ensam i velodromen men från 1937 hade han ofta sällskap av en kollega på egen motorcykel eller så satt de båda på samma mc. 1938-39 körde han tillsammans med Ester Persson (med artistnamnet Estry Collin) och de två var också förlovade en tid. 
1939 flyttade familjen Nilsson till Annelöv i nuvarande Landskrona kommun. Där träffade William Arne sin blivande hustru, Anna-Lisa Hansson. 
1941 fick William Arne sällskap i velodromen av sin bror Jarl Eskil, med artistnamnet Rudy Jarl. Brodern omkom i en trafikolycka 1945.
1955 bytte William Arne till en ny bil, en Effyh Midget Racer, byggd av bröderna Folke och Yngve Håkansson i Malmö. 
Cirkusen var ett familjeföretag. Hustrun och parets två döttrar följde med på turnéerna, liksom pappa Caspar och mamma Astrid. Den yngsta dottern, Elisabeth, uppträdde själv i velodromen 1963-72. Äldsta dottern Maj-Britt gjorde det bara en gång även om annonserna fortsatt talade om ”dödsryttaren William Arne med sina döttrar systrarna Williams!”. Det var i själva verket Elisabeth och en flicka som liknade Maj-Britt, Rosalie Sjöholm.
1967 gjorde William Arne ett misslyckat försök att visa sin cirkus på Kanarieöarna. Intresset var svalt och när han kraschade på en av de första föreställningarna och skadade sig gick luften ur projektet. Samma år flyttade familjen till Dösjebro i Kävlinge kommun.
I många artiklar och intervjuer framhålles William Arnes anspråkslösa framtoning. ”Jau, det vaur ju brau att de vaur till belautenhed!”, kunde han svara på bred skånska när hans uppträdande fick beröm. När marknadssäsongen var över arbetade William Arne som lastbilschaufför på Sockerbolaget i Arlöv. Han verkar ha sett motorcirkusen som ett arbete bland andra. Det hände visserligen olyckor men han blev själv aldrig allvarligt skadad. 
William Arne avslutade sin karriär som ”dödsryttare” 1978. 
William Arne med hustru Anna-Lisa bodde i Dösjebro fram till hustruns död 2001, då han flyttade till en lägenhet i Lund. Han avled den 27 april 2006. 

## Cirkusen efter William Arne

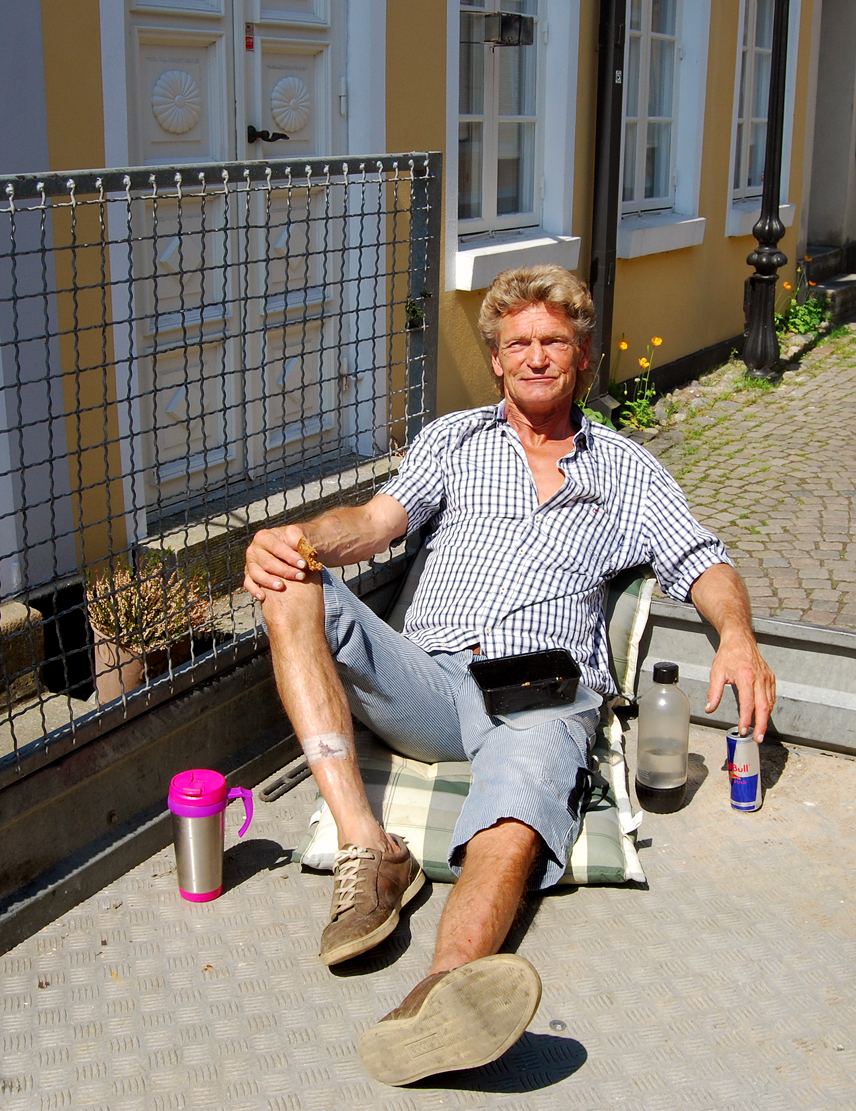
Freddy Hansen tar en paus under en flyttning i Ystad 2016.

1976 överlät William Arne motorcirkusen till konkurrenten och kompanjonen Erik Hansen. Dennes styvson Freddy Hansen driver ännu 2019  William Arnes Motorcirkus tillsammans med Lee Trevor, fast numera endast en gång om året, på Kiviks marknad. Förarna tränar fyra dagar före showerna. Man använder fortfarande de gamla Indian-motorcyklarna och Effyh-bilen och velodromen är också densamma.

### Erik och Freddy Hansen
Freddy Hansen, född 19 augusti 1956 i Köpenhamn, död 25 september 2023 i Vollsjö, växte liksom William Arne upp med cirkuslivet omkring sig. Modern var ensamstående och  sexton år gammal när Freddy föddes. Hon fick ett arbete på en varieté som knivkastarmodell och där träffade hon motorcykelakrobaten Erik Hansen som blev Freddys styvfar. Familjen turnerade på 1960-talet med motorcyklarna i Danmark, Norge och Sverige åtta månader om året på olika marknader. Freddy Hansen började själv att köra i velodrom med en moped när han var nio år och uppträdde på Kiviks marknad som 13-åring.
På 1970-talet började man att samarbeta med William Arne och 1976 köpte man motorcirkusen och drev den vidare själva. När pappa Erik dog, tog Freddy över cirkusen tillsammans med två bröder och kompanjonen Lee Trevor. Han turnerade med cirkusen i 35 år, åtta månader om året och råkade ut för många skador (”drygt 50 fall och 36 benbrott”). Därefter har han trappat ner och uppträder bara en gång om året, på Kiviks marknad.

## Cirkusen i media och Skånetrafiken
Den 29 juni 1998 visade TV2 filmen Dödsryttarna av Ebbe Gilbe och Thomas Frantzén.

Den 28 november 2015 fick kortfilmen Ett minne för livet - William Arnes Motorcirkus av Per och Elisabeth Söderhielm premiär på biograf Flora i Sjöbo. Filmen skildrar främst de senaste årens motorcirkus, alltså tiden med Freddy Hansen och Lee Trevor.
2009 beslöt Skånetrafiken att ett nytt pågatåg skulle få namnet William Arne.

## Velodromer, motorcyklar och bilar

### Velodromerna
William Arnes första velodrom byggdes av en snickare i Vellinge 1934. Den var 6 meter hög och hade en diameter 14 meter. Tre år senare, 1937, hade motorcirkusen en ny velodrom. Träcylindern var något mindre, 5 meter hög och med en diameter av 10 meter. Denna velodrom rymde en publik på 300 personer. Vid slutet av 1950-talet avtog intresset för ”dödsryttare” något och William Arne skaffade därför en  mindre velodrom som rymde 180 personer.
I stället för velodrom kunde man köra inuti en ”dödsglob”, ett klot av metallnät. Bröderna Stefansens tivoli hade en sådan i Malmö 1933. William Arne provade ”för skojs skull” att köra i den en gång, men höll sig sedan till velodromen.

### Motorcyklar
William Arnes motorcyklar var av typen Indian Scout, tillverkad 1926. Den hade en tvåcylindrig V-motor med en cylindervolym på 600 cm3. Under åren hade han sammanlagt tio motorcyklar.

### Bilar
Från 1936 använde man även en liten bil i cirkusen, en Austin 7. Bilen vägde bara 380 kg. Den hade en rak fyrcylindrig motor på 750 cm3.
1955 bytte William Arne till en ny bil, en Effyh Midget Racer, byggd av bröderna Folke och Yngve Håkansson i Malmö. De två bröderna tillverkade på 1940- och 50-talet små enkla tävlingsbilar med en motor på högst 500 cm3. (F för Folke, Y för Yngve, H för Håkansson. Det inledande EF lades till för att det skulle låta bättre.) Det byggdes 56 ”ordinarie” Effyh och av överblivna reservdelar specialbyggdes en femtiosjunde, som levererades till William Arne.

### Huvudsaklig källa
- Karlsson, Olof, Från Cirkus Continental till William Arnes motor-cirkus. - Töreboda : Zay-Mé & Zuzette, 1987

### Kompletterande källor
- Dahlström, Marika,  Dödsförakt rena vardagen för mc-artisten. // Sydsvenska dagbladet. - 2003-06-27
- Hogsten, Dag E. Skånsk formelracer på löpande band. // Teknikens värld. - 2015, nr 7
- Härnqvist, Jacob, Pappa svimmade när han såg mig köra ut genom väggen. - Året Runt. - 2016-07-14
- Kulturen vill sätta fart på oss. // Helsingborgs dagblad 2002-09-12. [Artikel apropå "Fart - en utställning om drömmen att vilja leva snabbt" på Kulturen i Lund]
- Larsson, Gustav, Minnesvärda scenkonstnärer. // Enköpings-posten. - 2011-12-17
- Löfström, Tomas, William Arnes dröm om frihet och andra betraktelser från Österlen. - Simrishamn : Artograf, 2005
- Malmberg, Tobias, Dödsryttare på filmduken. // Skånska dagbladet. - 2015-11-27
- Nationalencyklopedin, motorcirkus. http://www.ne.se/uppslagsverk/encyklopedi/lång/motorcirkus (hämtad 2017-01-30)
- Nordgren, Helene, Motorkungen laddar för show. // Lokaltidningen Mellanskåne. - 2012-07-13
- Riksettan : en tidskrift om bilismens guldålder. - 2011, nr 1
- Sjökvist, Bo, Bland strippor och fakirer : den svenska marknadsvarietén. - Stockholm : Vertigo, 2006
- Svensson, Mats G., En dödsryttare fyller 80. // Skånska dagbladet. - 1993-06-25
- Sveriges dödbok 1901-2013
- Wikner, Hans, Motorcykelartisten William Arne Nilsson är död. // Sydsvenska dagbladet. - 2006-05-05
- Öhrstrand, Roland, Motorcirkusens mästare tämjde hästkrafterna. - // Sydsvenska dagbladet. - 2000-09-10